# Igreja de Nossa Senhora da Anunciação (Mértola)
A Igreja de Nossa Senhora da Anunciação, também referida como Igreja Matriz de Mértola, no Alentejo, localiza-se na freguesia, vila e município de Mértola, no distrito de Beja, em Portugal. Foi construída no século XII, durante o período muçulmano, sendo originalmente uma mesquita. Após a reconquista foi convertida numa igreja, e no século XVI foi alvo de grandes obras de remodelação, com a ocultação de algumas partes que tinham sobrevivido da antiga mesquita, e a introdução de novos elementos, de influência renascentista e manuelina. Foi classificada como Monumento Nacional em 1910.

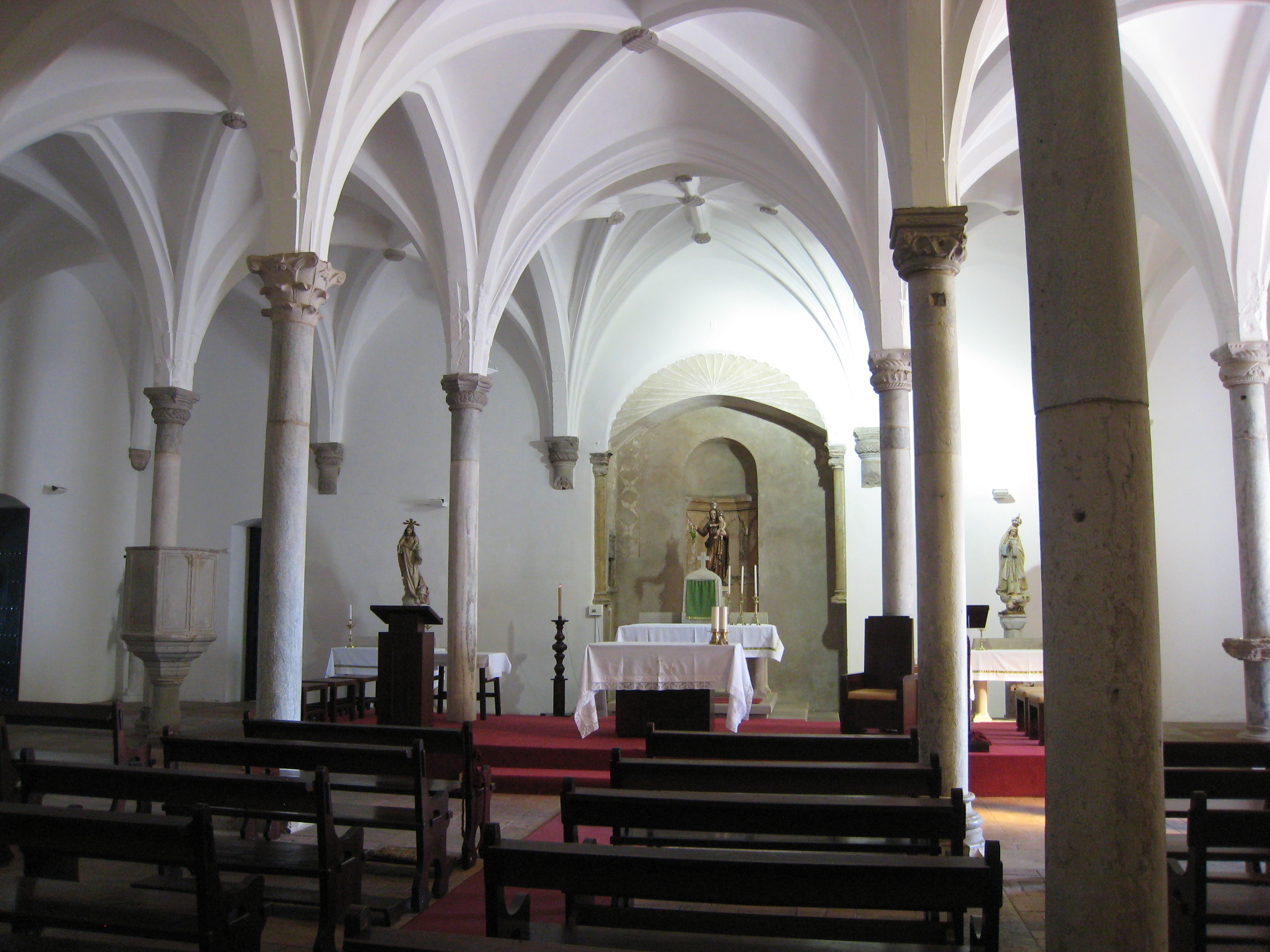
Interior da igreja em 2012, vendo-se ao fundo o altar-mor e o elemento do mirabe.

## Descrição
A igreja assenta sobre uma plataforma elevada, que no período islâmico ficava a oriente do Bairro da Alcáçova. Ainda apresenta uma configuração de mesquita, com o interior composto por um grande salão, dividido em cinco naves e quatro tramos. O altar-mor está situado no mesmo local onde se encontra o mirabe, que era o local de oração na religião islâmica. No interior são de especial interesse os elementos no estilo manuelino. Possui uma torre sineira, que originalmente era o minarete da mesquita, com planta quadrada e 15 m de altura. Destaca-se igualmente a porta principal, de influência renascentista, e o conjunto de merlões e pináculos cónicos, que se integram no estilo mudéjar alentejano, com influências sírias. Por debaixo do espaço da sacristia foram encontrados os vestígios de uma necrópole medieval.
A mesquita estava construída em alvenaria, e era de dimensões médias, ligeiramente superiores às da igreja, contando com seis tramos suportados por vinte colunas, enquanto que a igreja tem apenas quatro tramos sobre doze colunas. A mesquita era de planta quadrangular, e tinha uma configuração em T, com as naves central e do mirabe mais amplas do que as restantes, demonstrando desta forma a influência dos modelos arquitectónicos do Norte de África. O tecto seria em madeira policromada, enquanto que as coberturas eram formadas por cinco telhados de duas águas, sobre cada uma das naves. Sobreviveram alguns elementos do período islâmico, como os muros exteriores, quatro portas, e o mirabe, que era utilizado durante as cerimónias religiosas. As portas eram de arco em ferradura, com moldura em alfiz, sendo uma para o exterior e três para o pátio (sahn), que se situaria a Nordeste. O mirabe, do período almóada, situa-se no lado Sudeste da igreja, sendo de planta rectangular e em forma de ábside. Apresentava originalmente uma configuração pentagonal, e assentava sobre uma estrutura de planta quadrada em granito, sendo ladeado por uma estreita sala para o mimbar. Este elemento é descrito nas visitações quinhentistas como sendo amomível. Apresentava uma decoração muito elaborada, com esculturas em gesso formando três arcos cegos polilobados terminando numa cimalha com moldura em dois cordões do infinito e pequenas volutas, que originalmente seriam pintadas em vários tons. Após a conversão em igreja, o mirabe foi ocultado com recurso a trabalhos de reboco.
O arqueólogo Estácio da Veiga, que esteve na vila de Mértola em 1877, descreveu a igreja:«Tem aquelle templo cinco naves, formadas com quatro fileiras de rubustas columnas, coroadas por capiteis de vario lavor. Já não existe o seu portico principal, que foi necessariamente aberto onde agora se vê o altar, do lado do baptisterio, occupando uma extremidade da sua antiga nave central, e portanto devêra no extremo opposto ter estado o altar mór. A abobada que cobre este templo é assente sobre nervuras de pedra lavrada em successivo cruzamento, com raras variantes, como se observa na cobertura do topo da nave central, em que julgo ter estado o primitivo altar mór, porque ahi os triangulos curvilineos são, dos vertices para as bases, divididos por mais nervuras, como para distinguir dos outros aquelle espaço». Sobre o portal da igreja, comentou que «a porta que actualmente se observa n'esta desfigurada igreja é um verdadeiro enxerto, que inteiramente destoa, pela sua forma rectangular e por seus ornatos de baixo relevo, do estylo ogival primitivo, como obra do seculo XVI, a que tambem pertence o escudo coroado das armas reaes, existente sobre o arco da Misericordia. Esta porta, mui posteriormente aberta n'uma parede lateral, veio inverter a primordial ordenança das naves, que foram cinco e que d'este modo ficaram parecendo quatro, duas à esquerda da que hoje é central e uma a direita; o que nunca poderia ter praticado o architecto fundador d'aquelle famoso edifício, porque um desconcerto tão grosseiro um simples artífice não ousaria commettel-o, e comtudo este erro, no meu entender, tem até certo ponto uma causa, que tende a explical-o. O terreno do castello, com a queda dos antigos edifícios, parece ter descido ao ponto de inutilisar o antigo pórtico e as suas avenidas, e em vez de se proceder aos desaterros que fossem precisos ali para se desaffrontar o templo, preferiu-se destruir-lhe o portico e abrir-lhe uma nova entrada. D'aqui resultou a necessidade de se pôr a capella mór em frente desta entrada, e portanto rompeu-se tambem a outra parede lateral e fez-se um vão hediondo, em que se collocou o throno».

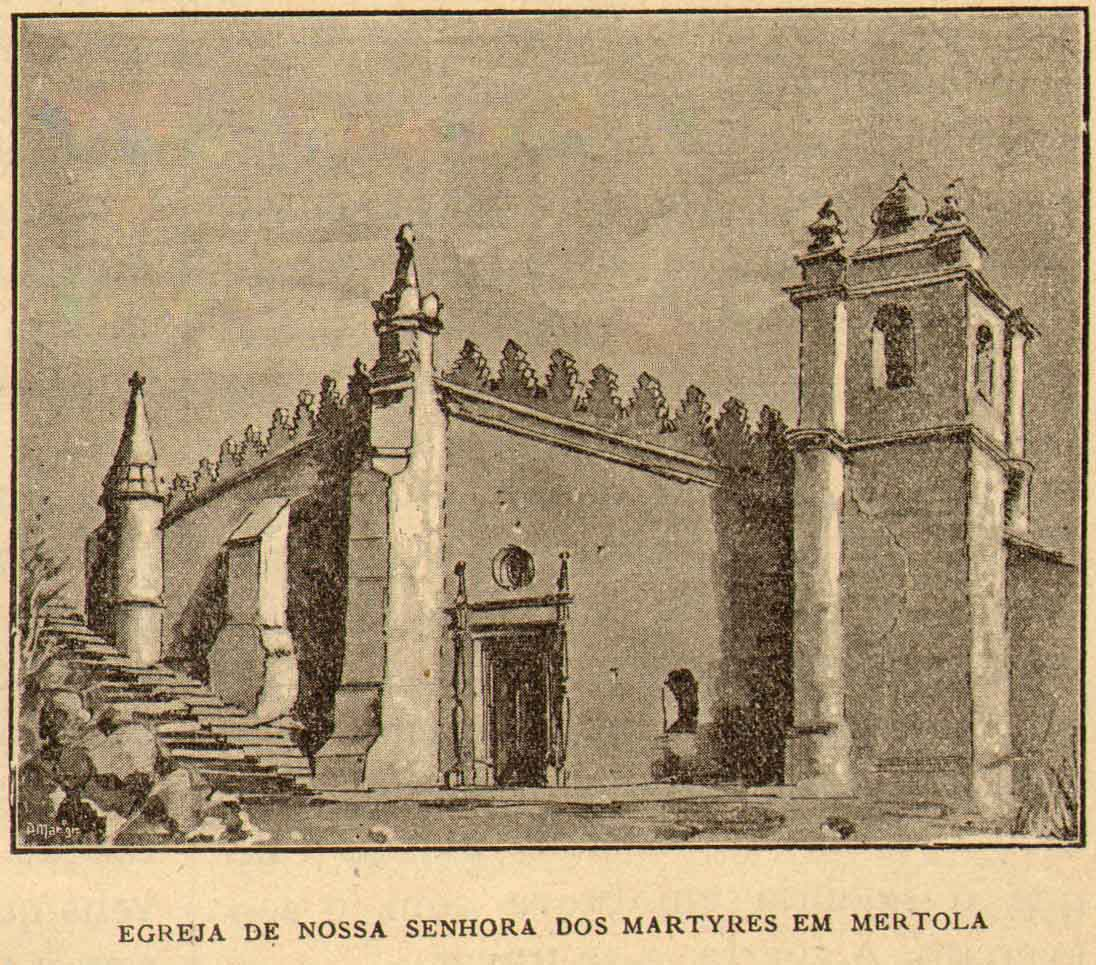
Gravura da igreja por Roque Gameiro, publicada na obra História de Portugal, de 1899.

## História
O local onde se ergue a igreja foi ocupado pelo menos desde a época romana, tendo sido encontradas peças com inscrições do século II. Neste sítio esteve um santuário paleocristão, provavelmente do século VI a VII.
A mesquita foi edificada na segunda metade do século XII, reaproveitando partes de estruturas anteriores, como uma arquitrave e elementos com inscrições. Um dos indícios da mesquita poderá ter sido encontrado na área do Convento de São Francisco, tendo o arqueólogo Estácio da Veiga referido a existência de um «celebre monumento árabe de caracteres cûficos, que o abalisado arabista fr. João de Sousa vertera em linguagem portugueza, e que bem parece ter pertencido a uma mesquita na epocha do dominio mahometano: mas fui tarde para resgatar este padrão monumental, cujo destino é desconhecido pela própria gente antiga da villa». Transcreveu a tradução de João de Sousa: «Em nome de Deus vivo, e permanente; o qual não dormita, nem o acommette a somnolencia. D'elle é tudo o que ha no céu e na terra. O ambito do seu throno occupa os céus, e a terra. Elle é o Sábio, e Magnifico. Alcorão, capitulo 2.º., V. 236. Oh vós homens (os crentes) temei o vosso Deus: e aquelle dia, no qual o pae não paga pelo filho, nem este por seu progenitor. Por certo a promessa de Deus é verdadeira. Não vos engane a vida mundana, nem vos entregueis ás persuasões do tentador (Satanás); pois pretende separar-vos da lei do vosso Deus, o qual só conhece a hora do dia (do Juizo). Elle é que faz cair a chuva, e o que penetra o mais occulto das entranhas. O homem ignora o queie poderá lucrar no dia de amanhã, nem sabe em que terra será sepultado; pois só Deus é sábio, e plenamento instruido. Alcorão, capitulo 31, v. 33».
Após a reconquista de Mértola, em 1238, foi convertida numa igreja pela Ordem de Santiago, embora tendo mantido ainda a estrutura original. Um espaço anexo à igreja foi utilizado como cemitério desde a reconquista até aos finais do século XV, tendo depois sido coberto pela sacristia. No século XVI a igreja foi alvo de profundas obras de remodelação, devido ao grave estado de ruína em que se encontrava. Ao mesmo tempo, procurou-se apagar alguns dos elementos de origem não cristã. Assim, foram feitas algumas alterações no edifício, como o entaipamento de algumas portas e a substituição da cobertura por um conjunto de abóbadas nervuradas, passando a ter um tecto de duas águas. Também foi modificada a porta principal, como se pode constatar pela sua decoração renascentista, e o interior, que passou a contar com elementos manuelinos. São também desta centúria os merlões.
Estácio da Veiga comentou sobre a igreja que «a tradição local diz ter sido mesquita mahometana, mas onde não ha ver um único vestígio architectonico ou de lavor ornamental do estylo árabe».
A igreja foi classificada como Monumento Nacional por um decreto de 16 de Junho de 1910. Na década de 1950 o imóvel foi alvo de obras por parte da Direcção-Geral dos Edifícios e Monumentos Nacionais, durante as quais foram redescobertas as antigas portas com arco em ferradura. Nos finais de 2003 e princípios de 2004 foram feitos trabalhos arqueológicos na igreja, por parte do Campo Arqueológico de Mértola, durante os quais foi posta a descoberto a cave da antiga sacristia, que tinha sido atulhada durante as obras nos anos 50, além de várias partes do mirabe. Esta campanha permitiu aprofundar os conhecimentos sobre a configuração das estruturas arquitectónicas, com destaque para as fases construtivas anteriores à edificação da mesquita, no século XII, além da topografia do imóvel durante o período medieval. Foi igualmente estudada a necrópole por debaixo da sacristia.

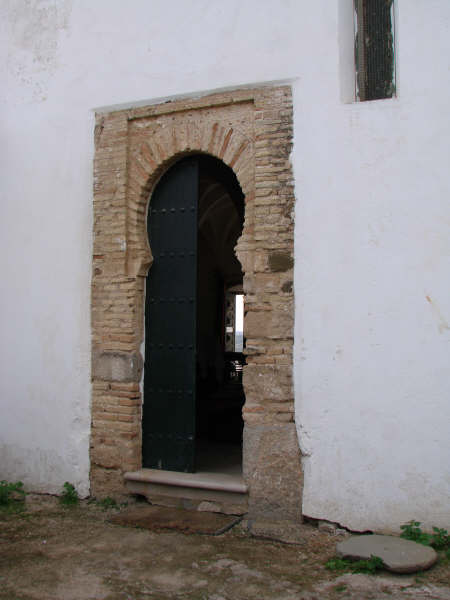
Detalhe de uma porta em arco de ferradura.